# Smooth Overlap Atomic Position
Le SOAP (Smooth Overlap Atomic Position), qui pourrait être traduit par le "recouvrement lissé des positions atomiques", est une méthode invariante en translation et en rotation pour la description de l'environnement atomique d'un point dans l'espace. Il a été présenté pour la première fois par Albert P. Bartók, Risi Kondor et Gábor Csányi en 2013. Par la suite, il a été largement utilisé pour étudier de nombreux systèmes, notamment grâce à ses performances, et à sa démocratisation avec la bibliothèque Python DScribe.

## Principe
Le SOAP se base sur la représentation de l'environnement atomique par la somme de la densité de ces derniers, comme écrit dans l'équation suivante :{\displaystyle \rho _{\chi }(r)=\sum _{i\in \chi }\exp \left(-{\frac {\left(x_{i}-r\right)^{2}}{2\sigma ^{2}}}\right)}Avec {\displaystyle \chi } représentant l'ensemble des atomes {\displaystyle x} appartenant à ce domaine, {\displaystyle r} la position dans l'espace où l'environnement est décrit, et {\displaystyle \sigma } la largeur de la gaussienne.
Le noyau SOAP est alors défini comme le chevauchement des deux densités de voisins atomiques locaux, intégrées sur des rotations tridimensionnelles ici noté {\displaystyle {\widehat {R}}} :{\displaystyle {\tilde {k}}(\chi ,\chi ')=\int \mathrm {d} {\widehat {R}}|{\int \rho _{\chi }\left(r\right)\rho _{\chi '}\left({\widehat {R}}r\right)\mathrm {d} r}|^{n}}Dans le cas {\displaystyle n} = 1, les deux intégrales peuvent être interverties, et donc le noyau perd toute information angulaire du système. Une fois décrit de la manière suivante.